# 江戸川区立小岩第五中学校
江戸川区立小岩第五中学校（えどがわくりつ こいわだいごちゅうがっこう）は、東京都江戸川区鹿骨五丁目にある公立中学校。略称は「五中（ごちゅう）」。

## 沿革
- 1956年 - 江戸川区立小岩第二中学校分校として校舎落成
- 1957年 - 江戸川区立小岩第五中学校として独立、開校

・2017年 - 開校60年を迎える

## 所在地
- 東京都江戸川区鹿骨五丁目27番1号
  - JR小岩駅から徒歩30分
  - 京成バス小76葛西駅(瑞江駅)行｢松本橋東詰｣下車徒歩3分
  - 都営新宿線一之江駅より京成バス小76小岩駅行｢松本橋東詰｣下車徒歩3分
  - 都営バス(又は京成バス)新小20新小岩駅北口行｢松本児童遊園｣下車徒歩10分

## 部活動一覧
運動部
- 野球
- ソフトボール
- 陸上
- バドミントン
- バスケットボール
- 卓球
- 剣道
- ソフトテニス
- サッカー

文化部
- 吹奏楽
- 演劇
- パソコン
- 家庭科
- 美術

## 著名な出身者
- 高口隆行（1999年卒）（元プロ野球選手・千葉ロッテマリーンズ内野手）
- 中村祐太（2011年卒）（プロ野球選手・広島東洋カープ投手）

## その他
- 校歌の作曲者は、『犬のおまわりさん』等の作曲者である大中恩である。